# Lonneke Slöetjes
Lonneke Slöetjes (* 15. November 1990 in Varsseveld, Niederlande) ist eine niederländische Volleyballspielerin.
Lonneke Slöetjes war in ihrer Jugend beim heimatlichen Verein VCV Varsseveld aktiv. 2006 wechselte sie zu Longa 59 Lichtenvoorde, wo sie gleich in ihrer ersten Saison das Final Four beim europäischen Top Teams Cup erreichte und niederländischer Vizemeister wurde. 2009 wechselte sie zum Ligakonkurrenten Heutink Pollux Oldenzaal, mit dem sie zweimal in Folge niederländischer Vizemeister wurde. Von 2011 bis 2013 spielte Lonneke Slöetjes in der deutschen Bundesliga beim USC Münster. Danach wechselte sie zum italienischen Spitzenclub Yamamay Busto Arsizio.
Nachdem der italienische Klub Ornavasso Volley, bei dem sie für die Saison 2014/15 auf der Mannschaftsliste geführt war, keine Lizenz erhielt, wechselte sie zum dritten Spieltag der Saison zurück nach Deutschland zum Schweriner SC. 2015 wechselte Slöetjes in die Türkei zu Vakıfbank Güneş Sigorta İstanbul.
Lonneke Slöetjes spielte seit 2006 in der niederländischen Jugend- und Junioren-Nationalmannschaft. Bei der Jugend-Europameisterschaft 2007 erreichte sie den fünften Platz und bei der Junioren-Weltmeisterschaft 2009 landete sie auf Platz sechs. Seit 2008 ist sie auch eine feste Größe in der A-Nationalmannschaft, mit der sie 2015 im eigenen Land Vizeeuropameisterin wurde.